# Marita Ljung
Marita Ljung, född den 9 september 1962, är en svensk politiker (centerpartist) och ämbetsman.
Ljung har varit oppositionsråd i Västerås kommun. Hon var 2010–2014 statssekreterare, först 2010–2011 för IT-minister Anna-Karin Hatt och därefter för näringsminister Annie Lööf.
Efter valet 2014 och regeringsskiftet gick hon tillbaka till Swedbank, där hon tidigare varit regionchef, chef för samhällsengagemang & relationer på Swedbank Sverige. När hon slutade på Swedbank 2018 var det som Head of Group Public Affairs. Hon var från 1 april 2019 affärschef för Almi Företagspartner i Mälardalen i Västmanland. Hon var från februari 2020 ordförande för Stiftelsen Inventum samt suppleant i styrelsen för Västerås Science Park.
Hon utsågs i februari 2021 till landshövding i Jämtlands län från den 1 april 2021.